# Opisthiolepis
Opisthiolepis es un género monotípico de arbusto perteneciente a la familia de las proteáceas. Su única especie: Opisthiolepis heterophylla, es un endemismo de   Australia.

## Descripción
Las hojas jóvenes son blancas en la parte inferior, pero las hojas maduras son marrones.  Hojas generalmente son simples en los árboles maduros. Láminas foliares unos 2-23 x 2-9 cm. Pecíolos aproximadamente 1.5-5 cm de largo, ranuradas en la superficie superior. Flores sésiles , de dos en dos, sin un  pedúnculo común. Las frutas de 10-12 x 2,5-3 cm. Semillas de 8-9 x 2-2,5 cm.

## Taxonomía
Opisthiolepis heterophylla fue descrita por Lindsay Stewart Smith y publicado en Proceedings of the Royal Society of Queensland 62: 79. 1952